# Sauber C12
El Sauber C12 fue el coche con el que el equipo Sauber de Fórmula 1 hizo su debut en la temporada 1993 de Fórmula 1. Su diseño estuvo a cargo de Leo Ress.

## Descripción general

### Motor
La potencia era proporcionada por un V10 de 3,5 litros de marca Sauber construido por Ilmor en colaboración con Mercedes. Al C12 se le dio la prominencia de las pegatinas "Concept by Mercedes-Benz" en el capó del motor debido a la estrecha relación de las dos partes desde su programa del Campeonato Mundial de Sport Prototipos. Los motores fueron renombrados en 1994 para reflejar la asociación.

### Pilotos
Karl Wendlinger se reunió con su antiguo equipo WSC en preparación para su debut en el Gran Premio. Ya tenía dos temporadas de experiencia en Fórmula 1, habiendo debutado en el Gran Premio de Japón de 1991 con Leyton House, mientras que JJ Lehto había sido titular en 38 Grandes Premios (sin incluir las faltas de clasificación) entre 1989 y 1992.

## Historia
Lehto contribuyó a un comienzo prometedor con un quinto puesto en el GP de Sudáfrica en Kyalami y mejoró con un cuarto puesto en Imola, sede del GP de San Marino, a pesar de un problema de motor.
El C12 tuvo un récord algo mixto con un total de 12 abandonos debido a fallas mecánicas, incluidas siete fallas de motor (sin incluir Imola, donde Lehto fue clasificado como finalista). Los incidentes relacionados con pilotos representaron seis abandonos más.
El C12 logró seis finales con puntos y ocho finales sin puntuación en 32 largadas. Logró un total de 12 puntos y el séptimo lugar en la clasificación del Campeonato Mundial de Constructores.
Fue sustituido al inicio de la temporada 1994 por el Sauber C13.

## Livery
El C12 lucía una decoración negra, que recordaba al prototipo de deportivo C9 Grupo C de 1987.

## Resultados
(Clave) (negrita indica pole position) (cursiva indica vuelta rápida)

| Año     | Motor              | Neu. | N.º | Pilotos         | 1   | 2   | 3   | 4   | 5   | 6   | 7   | 8   | 9   | 10  | 11  | 12  | 13  | 14  | 15  | 16  | Puntos | Pos. |
| ------- | ------------------ | ---- | --- | --------------- | --- | --- | --- | --- | --- | --- | --- | --- | --- | --- | --- | --- | --- | --- | --- | --- | ------ | ---- |
| 1993    | Sauber (Ilmor) V10 | G    |     |                 | RSA | BRA | EUR | SMR | ESP | MON | CAN | FRA | GBR | GER | HUN | BEL | ITA | POR | JPN | AUS | 12     | 7.º  |
| 1993    | Sauber (Ilmor) V10 | G    | 29  | Karl Wendlinger | Ret | Ret | Ret | Ret | Ret | 13  | 6   | Ret | Ret | 9   | 6   | Ret | 4   | 5   | Ret | 15  | 12     | 7.º  |
| 1993    | Sauber (Ilmor) V10 | G    | 30  | J.J. Lehto      | 5   | Ret | Ret | 4   | Ret | Ret | 7   | Ret | 8   | Ret | Ret | 9   | Ret | 7   | 8   | Ret | 12     | 7.º  |
| Fuente: |                    |      |     |                 |     |     |     |     |     |     |     |     |     |     |     |     |     |     |     |     |        |      |